# الضباب (فلم 2005)
الضباب (بالإنجليزية: The Fog) هو فيلم تم إنتاجه في الولايات المتحدة سنة 2005.

## القصة
تدور قصة الفيلم حول مدينة ساحلية في كاليفورنيا الشمالية تدعى «سان انطونيو» تتعرض لهجوم من ضباب وأشباح مصدرها سفينة غارقة منذ 100 عام، والفيلم هو إعادة إنتاج لفيلم الرعب «الضباب» الذي عرض على الشاشة الفضية عام 1980، وتم إنتاجه بميزانية قليلة التكاليف. يرجع أصل الحكاية لمئة عام مضت، عندما تعرضت سفينة ملأى بمرضى الجذام للخيانة من قبل الآباء المؤسسين (للمدينة الساحلية). حيث قام الاربعة المؤسسون بحرق السفينة بجميع من كانوا على متنها عند الشاطئ الصخرى لبلدة معزولة شمال ولاية كاليفورنيا للتخلص من خطرهم ومنع انتقال العدوى لغيرهم مع سرقة ذهبهم.
وفي إحدى ليالي زمننا الحالي، تعود الفتاة اليزابيث ويجد أحد الفقراء ساعة، على الشاطئ، وعندها تبدا امور غريبة بالحصول بالبلدة، وتعود أشباح البحارة القتلى من قبورهم المائية للانتقام وسط نزول ضباب خارق شديد، وتبدأ في نصب الشراك لسكان المدينة، خاصة احفاد الاربعة الذين حرقوا السفينة، وبينما تقوم الأشباح بالبحث عن أحفاد الآباء المؤسسين للانتقام من سلالة من خانوهم، يحاول البشر العثور على وسيلة تحميهم من الأشباح والضباب.

## الرمزية
يحاول الفيلم ايصل رسالة مفادها ان الدم بالدم وان جرائم الاباء يرثها الأبناء دوما

## اقتباسات
- الاباء يأكلون العنب، والأبناء يضرسرن
- الدم بالدم
- يمكننا القول ان شيء عاد من البحر
- عاجلا أم آجلاً... كل شيء سيعود

## الشخصيات
- توم ويلينغ بدور نيكولاس "نيك" كاسل
- ماجي غرايس بدور اليزابيث ويليام
- سلمى بلير بدور ستيفي واين
- ديراي ديفيس بدور Spooner
- كينيث ويلش بدور Mayor Tom Malone
- Adrian Hough بدور Father Robert Malone
- سونيا بينيت بدور ماندي
- سارة بوتسفورد بدور كاثي ويليامز
- Cole Heppell بدور Andy Wayne
- R. Nelson Brown بدور Machen
- Mary Black بدور Aunt Connie
- جوناثون يونغ بدور Dan the weatherman
- ميجان هيفيرن بدور جينيفر
- Alex Bruhanski بدور هانك كاسل
- ماثيو كوري هولمز بدور شون كاسل
- ريد سربيدزيجا بدور Captain William Blake
- Christian Bocher بدور Patrick Malone
- Douglas H. Arthurs بدور David Williams
- Yves Cameron بدور ريتشارد واين
- Charles André بدور نورمان كاسل

## الاقتباس
الفيلم مقتبس عن فيلم تم انتاجه عام 1980 يحمل نفس الاسم 

## روابط خارجية
- مقالات تستعمل روابط فنية بلا صلة مع ويكي بيانات